# Far Rockaway-Mott Avenue
Far Rockaway-Mott Avenue is een station van de metro van New York aan de aan de Rockaway Line (A-trein).
Het station bevindt zich op de hoek van Beach 22nd Street en Mott Avenue. Het is gelegen in de wijk Rockaway, een schiereiland in het uiterste zuidoosten van de borough Queens. Tevens is Far Rockaway-Mott Avenue ook een van de eindpunten van de Rockaway Line en van de hele lijn A, zelfs het meest oostelijk gelegen metrostation. Het is geopend op 16 januari 1958 en het eerstvolgende station in westelijke richting is Beach 25th Street.
Het station bevindt zich op een viaduct. Ook kan men uitstappen voor de overstap op het netwerk van de Long Island Rail Road (LIRR) en moet dan een klein stukje lopen. Dit station bevindt zich namelijk een aantal straten verder.